# Кобилянський Степан Юліанович
Степа́н Юліа́нович Кобиля́нський (8 січня 1866, місто Гура-Гумора, нині Гура-Гуморулуй, Австро-Угорщина — 1 лютого 1940, місто Марібор, нині Словенія) — український живописець. Капітан австро-угорської армії. Брат письменниці Ольги Кобилянської та педагога Юліана Кобилянського.

## Життєпис

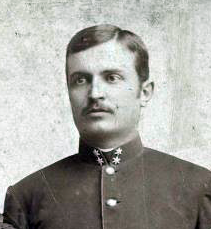
Степан Кобилянський, травень 1894 р.

Народився 8 січня 1866 в містечку Гура-Гумора в родині дрібного урядовця Юліана Кобилянського і його дружини Марії Йосипівни з Вернерів Кобилянської.
1885 року навчався у Віденській академії мистецтв. Автор портретів, пейзажів. Був одружений з Євгенією Шанковською.

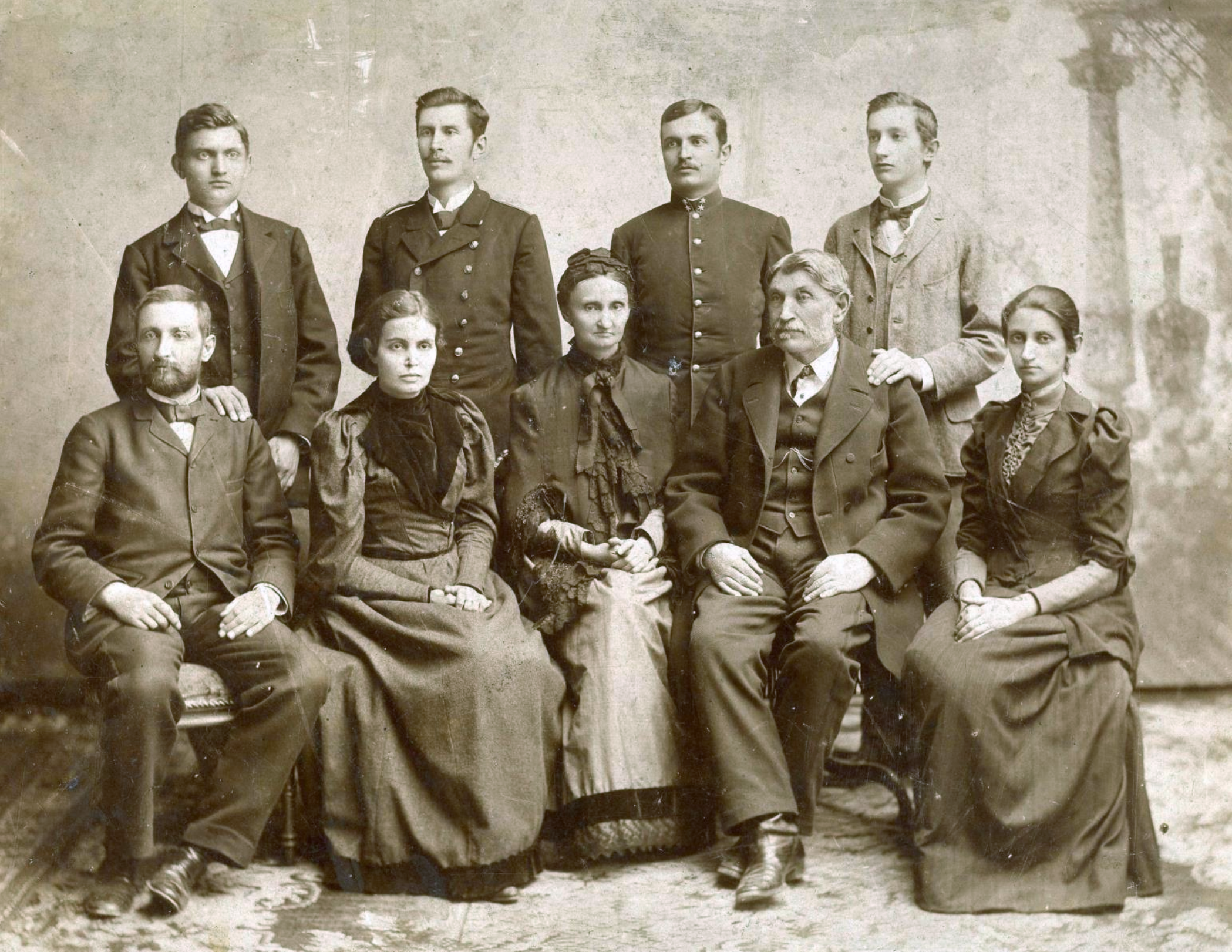
Родина Кобилянських, 1894 р. Стоять: Олександр, Юліан, Степан, Володимир. Сидять: Максиміліан, Євгенія, Марія (мати), Юліан (батько), Ольга.

## Твори
- «Пейзаж із Кімполунзьких гір» (1887).
- «Ольга Кобилянська в хустці» (1889).
- «Портрет Ольги Кобилянської» (1910).
- «Портрет Тараса Шевченка» (1911).
- «Портрет матері» (1913).
- «Пізня весна» (1916).
- «Пейзаж» (1924).